# Meg LeFauve
Meg LeFauve (* 19. Oktober 1969) ist eine US-amerikanische Drehbuchautorin und Filmproduzentin.

## Leben
Meg LeFauve wurde bei der Primetime-Emmy-Verleihung 1999 als Produzentin von Baby Blues für die Primetime Emmy Awards nominiert. 2002 produzierte sie gemeinsam mit Jodie Foster und Jay Shapiro den Independentfilm Lost Heaven mit Emile Hirsch, Kieran Culkin, Vincent D’Onofrio und Jodie Foster in den Hauptrollen. Weiterhin schrieb sie die Skripte für die 2015 erschienenen Pixar-Animationsfilme Alles steht Kopf und Arlo & Spot. Sie schrieb zusammen mit Nicole Perlman und weiteren das Drehbuch für den Superheldenfilm Captain Marvel, der im März 2019 in die Kinos kam.
Meg LeFauve stammt laut ihrer Facebookseite aus Warren, Ohio und lebt derzeit in Los Angeles, Kalifornien.

## Filmografie

### Drehbuch
- 2015: Alles steht Kopf (Inside Out)
- 2015: Arlo & Spot (The Good Dinosaur) (auch Story)
- 2019: Captain Marvel
- 2024: Alles steht Kopf 2 (Inside Out 2)

### Produzentin
- 1998: Baby Blues (The Baby Dance) (Fernsehfilm)
- 2002: Lost Heaven (The Dangerous Lives of Altar Boys)

## Auszeichnungen
Gewonnen
- 2016: Annie Award – Bestes Drehbuch, gemeinsam mit Pete Docter und Josh Cooley, für Alles steht Kopf (Pixar)

Nominiert
- 2016: Oscar – Bestes Originaldrehbuch, gemeinsam mit Pete Docter, Ronnie del Carmen und Josh Cooley, für Alles steht Kopf (Pixar)